# Pierrepont, Aisne

Pierrepont este o comună în departamentul Aisne din nordul Franței. În 1 ianuarie 2022 avea o populație de 336 de locuitori.